# Zehn Große Gebäude
Die Zehn Großen Gebäude (chinesisch: 十大建筑; Pinyin: Shí Dà Jiànzhù) sind zehn öffentliche Bauten in Peking, die 1959 zum zehnten Jahrestag der Gründung der Volksrepublik China fertiggestellt wurden.

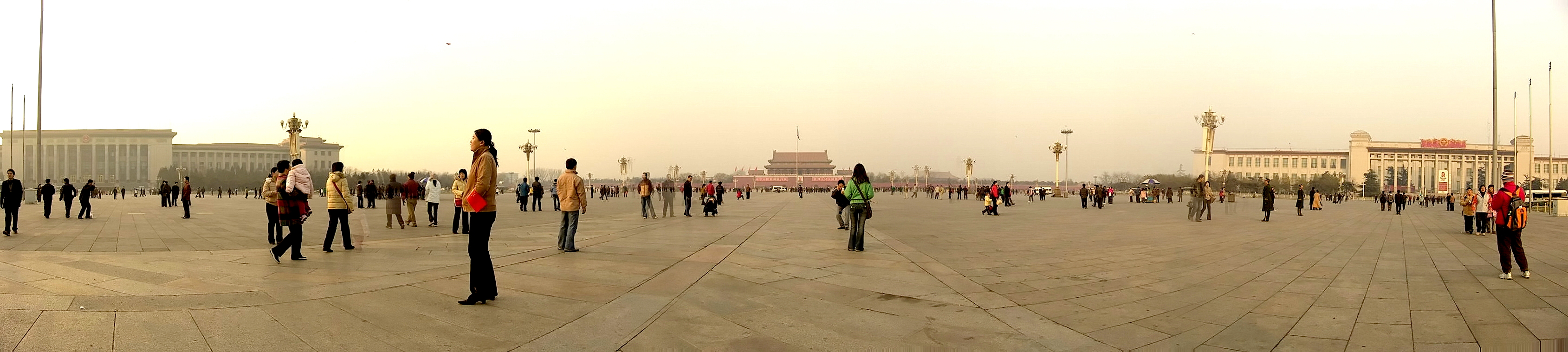
Ansicht des Tian’anmen-Platzes aus südlicher Richtung mit Großer Halle des Volkes (links) und Nationalmuseum (rechts)

## Geschichte
Die zehn Monumentalbauten waren Teil einer Urbanisierungsinitiative während des Großen Sprungs nach vorn.
Im September 1958 rief der stellvertretende Bürgermeister von Peking, Wan Li, 34 Architekturbüros aus Peking und weitere 30 Experten aus anderen Teilen Chinas zusammen, um Entwürfe für diese zehn Bauwerke zu sammeln. Nach den Vorgaben des Ministerpräsidenten Zhou Enlai durften auch westliche Baustile verwendet werden.
Die Architekten verwendeten im Wesentlichen drei  Baustile:
1. Modernismus / Internationaler Stil,
2. Sozialistischer Realismus / Stalinistische Architektur,
3. Historizismus basierend auf traditioneller chinesischer Architektur.

Mit diesen Zehn Großen Gebäuden wurde Peking umgestaltet und ein Bild von Mao Zedongs "Neuem China" geschaffen.
Später wurden Listen von Zehn Großen Gebäuden der 1980er, 1990er und 2000er Jahre zusammengestellt, wobei die hier aufgeführte Liste immer als das Original gesehen wird.

## Liste
| 1959 | heute | Name                            | Zeichen / Pinyin                                              | Anmerkungen                                                                                             |
| ---- | ----- | ------------------------------- | ------------------------------------------------------------- | --- |
|      |       | Große Halle des Volkes          | 人民大会堂 Rénmín Dàhuìtáng                                   | Parlamentsgebäude, Empfangsort für Staatsgäste und Veranstaltungsstätte für nationale Feierlichkeiten   |
|      |       | Chinesisches Nationalmuseum     | 中国国家博物馆 Zhōngguó Guójiā Bówùguǎn                       | ursprüngliche zwei separate Museen: Museum der Geschichte Chinas und Museum der Chinesischen Revolution |
|      |       | Kulturpalast der Nationalitäten | 民族文化宫 Mínzú Wénhuàgōng                                   | Museum über die Kultur der ethnischen Minderheiten Chinas, Bibliothek, Theater und Hotel                |
|      |       | Bahnhof Peking                  | 北京站 Běijīng Zhàn                                           | gilt als gelungene Kombination traditioneller und moderner Baustile                                     |
|      |       | Arbeiterstadion                 | 工人体育场 Gōngrén Tǐyùcháng                                  | heute das größte und modernste Fußballstadion der Volksrepublik China                                   |
|      |       | Landwirtschaftsmesse            | 全国农业展览馆 Quánguó Nóngyè Zhǎnlǎnguǎn                     | eröffnet für die zehnte Landwirtschaftsmesse                                                            |
|      |       | Staatsgästehaus Diaoyutai       | 钓鱼台国宾馆 Diàoyútái Guó Bīnguǎn                            | Hotelkomplex mit ausgedehnter Gartenanlage                                                              |
|      |       | Minzu-Hotel                     | 民族饭店 Mínzú Fàndiàn                                        | beherbergt ausländische Delegationen, Veranstaltungsort für Pressekonferenzen                           |
|      |       | Hotel der Auslandschinesen      | 华侨大厦 Huáqiáo Dàshà                                        | in den 1990er Jahren abgerissen                                                                         |
|      |       | Militärmuseum Peking            | 中国人民革命军事博物馆 Zhōngguó Rénmín Gémìng Jūnshì Bówùguǎn | größtes Militärmuseum in der Volksrepublik China                                                        |